# Parafia bł. Władysława Gorala w Lublinie
Parafia błogosławionego Władysława Gorala w Lublinie – parafia rzymskokatolicka w Lublinie, należąca do archidiecezji lubelskiej i Dekanatu Lublin – Śródmieście. Została erygowana w 2004. Kościół parafialny w budowie od 12 lipca 2013 roku. Mieści się przy ulicy Księdza Jerzego Popiełuszki. Proboszczem parafii jest ks. kanonik Mariusz Nakonieczny.